# 神鬼傳承
《神鬼傳承》（英語：The Bourne Legacy）由艾瑞克·范·勒斯貝德於2004年出版，是1990年勞勃·勒德倫的神鬼三部曲最後一部《神鬼通牒》的續集。台灣於2007年12月24日出版。

## 爭議
此書並不是勒德倫寫作，也並不是勒德倫的構想，因此此書平均起來大多獲得中等至低等的評價。例如在Amazon.com只有2.5的星星分數 (滿分為5)，主要原因包括作者一下子將三部曲兩大要角亞歷山大·康克林、莫瑞·潘諾夫賜死，這兩人都是三部曲當中不可或缺的角色。再者，書中也沒有太多韋伯妻子瑪莉的情節，而故事主軸也引來爭議，有人認為包恩與多年前已經死亡的小兒子 (在此集當中說明並沒有死)重逢相當的詭異，也不合常理，更令人覺得奇怪的是，依照時間來看，此集當中應是包恩60出頭的年紀，還能閃躲子彈、遠離爆炸、近距離搏鬥如同年輕時期二、三十歲一般，也因此此書並不獲得多數書迷的認同。